# Иван-Баба
Иван-Баба (также «Святой Боб») расположен на оконечности мыса Киик-Атлама, от которого его отделяет узкий пролив со скалистыми берегами шириной около 7—10 метров и глубиной около 20. Остров представляет собой гору с максимальной высотой 29 м.

## История
Остров образовался в результате землетрясения, возможно также и участие эрозии под воздействием морских волн и штормов, которые нередки в акватории соседней Двуякорной бухты. На морском дне близ острова покоятся остатки пассажирского парохода «Константин», разбившегося из-за тумана в девяностых годах XIX века. По одной из версий, своё название остров получил в Средние века, потому что чудесно спасенные мореплаватели возвели на острове храм в честь святого Иоанна Крестителя. В российском путеводителе «Крым», изданном ещё в начале XX века, говорится, что часовня на острове была построена на могиле погибших рыбаков. Так или иначе, но небольшая часовня вскоре дала название островку, который на средневековых картах обозначался как мыс Святого Иоанна. После XV века в условиях Османской империи это название тюркизировалось и превратилось в Иван-баба, что на крымскотатарском означает «Иван-отец». Остатки стен средневекового храма можно заметить со стороны моря до наших дней. Добраться на сам остров можно исключительно на лодке из близлежащего поселка Орджоникидзе. До 1991 года остров был закрыт для посещения из-за расположенного неподалёку военного завода. Постоянное население на самом острове отсутствует, однако здесь процветают колонии пернатых, в первую очередь бакланов.
По свидетельству феодосийских старожилов, после Великой Отечественной войны остров имел второе, неофициальное название — Могила моряка (якобы в память о матросе, который уходил от немецкого преследования и предпочёл броситься в море, нежели попасть в плен).

## В литературе
Евгений Марков, посетивший остров на пути из Феодосии в 1872 даёт ему следующее описание в своих «Очерках Крыма»:

«Святым Бобом называется пещера на берегу моря, в скале, которая оторвалась от гор и образовала пролив саженей в 6 шириной. Горы тут весьма живописны, особенно при закате солнца. На пути к Святому Бобу виднеется на горе часовня святого пророка Илии. Она построена по обету каким-то греческим шкипером, которого застигла в этих местах в Ильин день сильная буря. К часовне этой к Илиину дню приходит на поклонение множество народа из дальних мест, даже из Киева…».